# Weulun
Weulun is een bestuurslaag in het regentschap Belu van de provincie Oost-Nusa Tenggara, Indonesië. Weulun telt 1024 inwoners (volkstelling 2010).